# کاتالین یوهاس
کاتالین یوهاس (مجاری: Juhász Katalin, Tóth Gézáné؛ زادهٔ ۲۴ نوامبر ۱۹۳۲) شمشیرباز زن اهل مجارستان است.
وی در مسابقات کشوری و بین‌المللی در مجموع برندهٔ ۴ مدال طلا، ۳ مدال نقره، ۲ مدال برنز شده‌است.